# Angra (enseada)

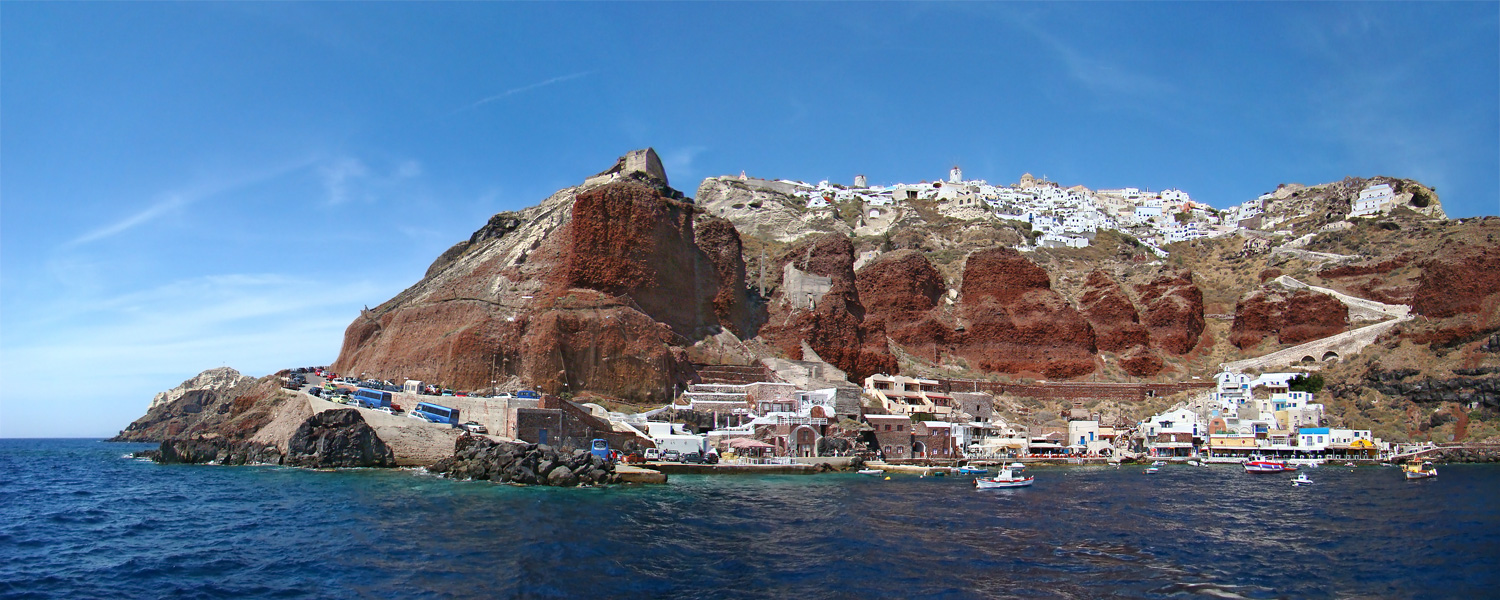
Angra de Ammoudi, em Santorini, na Grécia

Angra ou calheta (do espanhol caleta, com influência de "calha") é uma pequena baía ou enseada, usualmente com ampla abertura e junto a costas elevadas.
Na cartografia antiga portuguesa, a palavra "angra" era abreviada com um "G". Na cartografia espanhola antiga, eram utilizadas, com esse significado, as palavras "ancon" e "vaya".